# Sterryit
Sterryit (IMA-Symbol Srr) ist ein sehr selten vorkommendes Mineral aus der Mineralklasse der „Sulfide und Sulfosalze“ mit der chemischen Zusammensetzung Cu(Ag,Cu)3Pb19(Sb,As)22(As)2S56 und damit chemisch gesehen eine sulfidähnliche Verbindung aus Kupfer, Silber, Blei, Antimon, Arsen und Schwefel, die strukturell zu den Sulfosalzen gehört. Die in den runden Klammern angegebenen Elemente Silber und Kupfer sowie Antimon und Arsen können sich in der Formel jeweils gegenseitig vertreten (Substitution, Diadochie), stehen jedoch immer im selben Mengenverhältnis zu den anderen Bestandteilen des Minerals.
Sterryit kristallisiert im monoklinen Kristallsystem und entwickelt feder- bis faserförmige Kristallbüschel bis etwa einen Millimeter Größe, die parallel zur c-Achse [001] gestreckt sind. Ebenso kommt das Mineral in Form unregelmäßiger Körner sowie in feinen Zwillingslamellen vor. Sterryit ist in jeder Form undurchsichtig (opak) und zeigt auf den Oberflächen der bleigrauen bis schwarzen Kristalle einen metallischen Glanz. Auf polierten Flächen erscheint er im Auflicht weiß. Seine Strichfarbe ist allerdings immer schwarz.

## Etymologie und Geschichte

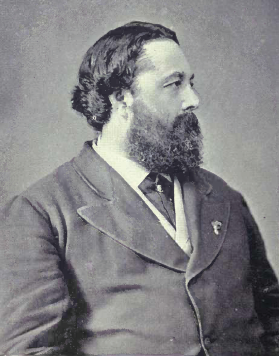
Namensgeber Thomas Sterry Hunt

Entdeckt wurde Sterryit erstmals in Mineralproben aus dem Steinbruch Taylor Pit bei Madoc in der kanadischen Provinz Ontario. Analysiert und erstbeschrieben wurde das Mineral durch John Leslie Jambor (1936–2008), der es nach dem britischen Chemiker und Geologen Thomas Sterry Hunt (1826–1892) benannte. Nach Anerkennung durch die International Mineralogical Association (interne Eingangsnummer der IMA: 1966-020) veröffentlichte er seine Erstbeschreibung 1967 unter dem Titel New lead sulfantimonides from Madoc, Ontario. Part 2, in der auch Guettardit, Launayit, Playfairit, Sorbyit und Twinnit erstbeschrieben wurden.
Das Typmaterial des Minerals wird in der Geological Survey of Canada (GSC) in Ottawa unter den Inventarnummern 12169, 12172 und 61066, im Royal Ontario Museum (ROM) in Toronto unter den Inventarnummern M35891 und M35894 sowie im National Museum of Natural History (NMNH) in Washington, D.C. unter der Inventarnummer 160258 aufbewahrt.
Die ursprünglich von Jambor angegebene chemische Formel 12 PbS · 5 (Sb,As)2S3 (entspricht Ag2Pb10(Sb,As)12S29) wurde 2008 im Zuge einer Neudefinition der Sulfosalz-Systematik des Sub-Komitees der IMA zunächst mit (Ag,Cu)2Pb10(Sb,As)12S29 angegeben. Nach Publikation einer vergleichenden modularen Analyse der beiden verwandten komplexen Sulfosalzstrukturen von Sterryit und Parasterryit 2012 wurde die Formel von Sterryit nochmals neu definiert mit Cu(Ag,Cu)3Pb19(Sb,As)22(As–As)S56 und wird seitdem in der Master-Liste der IMA/CNMNC etwas vereinfacht mit Cu(Ag,Cu)3Pb19(Sb,As)22(As)2S56 angegeben.
Die seit 2021 ebenfalls von der IMA/CNMNC anerkannte Kurzbezeichnung (auch Mineral-Symbol) von Sterryit lautet „Srr“.

## Klassifikation
Bereits in der veralteten 8. Auflage der Mineralsystematik nach Strunz gehörte der Sterryit zur Mineralklasse der „Sulfide und Sulfosalze“ und dort zur Abteilung „Komplexe Sulfide (Sulfosalze)“, wo er gemeinsam mit Boulangerit, Dadsonit, Fülöppit, Guettardit, Heteromorphit, Jamesonit, Launayit, Madocit, Meneghinit, Plagionit, Playfairit, Robinsonit, Semseyit, Sorbyit, Tintinait, Twinnit, Veenit und Zinkenit in der „Jamesonit-Boulangerit-Gruppe (Bleiantimonspießglanze)“ mit der Systemnummer II/D.07 steht.
In der zuletzt 2018 überarbeiteten Lapis-Systematik nach Stefan Weiß, die formal auf der alten Systematik von Karl Hugo Strunz in der 8. Auflage basiert, erhielt das Mineral die System- und Mineralnummer II/E.20-050. Dies entspricht ebenfalls der Abteilung „Sulfosalze (S : As,Sb,Bi = x)“, wo Sterryit zusammen mit Ciriottiit, Dadsonit, Disulfodadsonit, Launayit, Madocit, Meerschautit, Parasterryit, Pellouxit, Playfairit und Sorbyit eine unbenannte Gruppe mit der Systemnummer II/E.20 bildet.
Die von der International Mineralogical Association (IMA) zuletzt 2009 aktualisierte 9. Auflage der Strunz’schen Mineralsystematik ordnet den Sterryit dagegen in die Abteilung „unklassifizierte Sulfosalze“ ein. Diese ist weiter unterteilt nach der möglichen Anwesenheit von Blei in der Formel. Das Mineral ist hier entsprechend seiner Zusammensetzung in der Unterabteilung „mit Pb“ zu finden, wo es als einziges Mitglied eine unbenannte Gruppe mit der Systemnummer 2.LB.65 bildet.
In der vorwiegend im englischen Sprachraum gebräuchlichen Systematik der Minerale nach Dana hat Sterryit die System- und Mineralnummer 03.05.03.01. Das entspricht ebenfalls der Klasse der „Sulfide und Sulfosalze“ und dort der Abteilung „Sulfosalze“. Hier findet er sich innerhalb der Unterabteilung „Sulfosalze mit dem Verhältnis 2,5 < z/y < 3 und der Zusammensetzung (A+)i(A2+)j[ByCz], A = Metalle, B = Halbmetalle, C = Nichtmetalle“ als einziges Mitglied in einer unbenannten Gruppe mit der Systemnummer 03.05.03.

## Kristallstruktur
Sterryit kristallisiert in der monoklinen Raumgruppe P21/n (Raumgruppen-Nr. 14, Stellung 2) mit den Gitterparametern a = 8,1891 Å; b = 28,5294 Å; c = 42,98 Å und β = 94,896° sowie 4 Formeleinheiten pro Elementarzelle.

## Bildung und Fundorte
bildet sich hydrothermal in Marmor. Als Begleitminerale können unter anderem Guettardit und Veenit auftreten.
Außer an seiner Typlokalität im Steinbruch Taylor Pit bei Madoc (Ontario) konnte das Mineral in Kanada nur noch in der Lagerstätte Lalor bei Snow Lake in Manitoba entdeckt werden.
Weitere bisher bekannte Fundorte sind die Pegmatite des Bastar-Kratons in Chhattisgarh sowie in die Zinnerz-Lagerstätte Orissa in den Distrikten Koraput und Malkangiri (beide Odisha) in Indien, die Erzlagerstätte Barika bei Sardascht (West-Aserbaidschan) im Iran und die Miniera del Pollone bei Valdicastello Carducci (Pietrasanta) in der Provinz Lucca (Toskana) in Italien (Stand 2025).